# Penares cavernensis
Penares cavernensis är en svampdjursart som först beskrevs av Díaz & Cárdenas 2024.  Penares cavernensis ingår i släktet Penares och familjen Ancorinidae.